# Słowenia na Letnich Igrzyskach Olimpijskich 2016
Słowenię na Letnich Igrzyskach Olimpijskich 2016 reprezentowało 60 zawodników – 36 mężczyzn i 24 kobiet. Zdobyli razem cztery medale. Złoto wywalczyła judoczka Tina Trstenjak, a srebrne otrzymali kajakarz Peter Kauzer oraz żeglarz Vasilij Žbogar, a brązowy – judoczka Anamari Velenšek. Oficjalna lista zawodników została ustalona 22 lipca 2016 roku.
Był to siódmy udział reprezentacji Słowenii na letnich igrzyskach olimpijskich.

## Medaliści
| Medal | Zawodnik         | Dyscyplina  | Konkurencja   | Data        |
| ----- | ---------------- | ----------- | ------------- | ----------- |
|       | Tina Trstenjak   | Judo        | –63 kg kobiet | 9 sierpnia  |
|       | Peter Kauzer     | Kajakarstwo | K-1 mężczyzn  | 10 sierpnia |
|       | Vasilij Žbogar   | Żeglarstwo  | Finn          | 16 sierpnia |
|       | Anamari Velenšek | Judo        | –78 kg kobiet | 11 sierpnia |

## Reprezentanci
| Dyscyplina    | Mężczyźni | Kobiety | Razem |
| ------------- | --------- | ------- | ----- |
| Gimnastyka    | 0         | 1       | 1     |
| Judo          | 3         | 2       | 5     |
| Kajakarstwo   | 4         | 2       | 6     |
| Kolarstwo     | 4         | 2       | 6     |
| Lekkoatletyka | 4         | 6       | 10    |
| Piłka ręczna  | 17        | 0       | 17    |
| Pływanie      | 4         | 6       | 10    |
| Strzelectwo   | 1         | 1       | 2     |
| Tenis stołowy | 1         | 0       | 1     |
| Tenis ziemny  | 0         | 1       | 1     |
| Triathlon     | 0         | 1       | 1     |
| Żeglarstwo    | 1         | 2       | 3     |

### Gimnastyka
| Zawodnik   | Konkurencja  | Kwalifikacje | Kwalifikacje | Finał                   | Finał                   |
| Zawodnik   | Konkurencja  | Punkty       | Pozycja      | Punkty                  | Pozycja                 |
| ---------- | ------------ | ------------ | ------------ | ----------------------- | ----------------------- |
| Teja Belak | Skoki kobiet | 13,650       | 19.          | Nie zakwalifikowała się | Nie zakwalifikowała się |

### Judo
| Zawodnik         | Konkurencja     | 1/32 finału | 1/16 finału              | 1/8 finału             | Ćwierćfinał            | Półfinał               | Repasaż | Finał                           | Pozycja                |
| ---------------- | --------------- | ----------- | ------------------------ | ---------------------- | ---------------------- | ---------------------- | ------- | ------------------------------- | ---------------------- |
| Rok Drakšič      | –73 kg mężczyzn | Wolny los   | Muki P 000–100           | Nie zakwalifikował się | Nie zakwalifikował się | Nie zakwalifikował się | –       | Nie zakwalifikował się          | Nie zakwalifikował się |
| Mihael Žgank     | –90 kg mężczyzn | Wolny los   | Kukolj P 000–100         | Nie zakwalifikował się | Nie zakwalifikował się | Nie zakwalifikował się | –       | Nie zakwalifikował się          | Nie zakwalifikował się |
| Adrian Gomboc    | –66 kg mężczyzn | Wolny los   | Margwelaszwili W 100–000 | Punza W 101–000        | Bouchard W 100–000     | Basile P 000–000       | –       | o 3. miejsce: Sobirov P 000–110 | 4.                     |
|                  |                 |             |                          |                        |                        |                        |         |                                 |                        |
| Tina Trstenjak   | –63 kg kobiet   | –           | Wolny los                | Gwend W 001–000        | Yang W 101–000         | Silva W 101–000        | –       | Agbegnenou W 101–000            |                        |
| Anamari Velenšek | –78 kg kobiet   | –           | Wolny los                | Turks W 001–000        | Castillo W 100–000     | Harrison P 000–100     | –       | o 3. miejsce: Malzahn W 100–000 |                        |

### Kajakarstwo
Kajakarstwo górskie
| Zawodnik               | Konkurencja  | Eliminacje | Eliminacje | Półfinał | Półfinał | Finał  | Finał   |
| Zawodnik               | Konkurencja  | Wynik      | Pozycja    | Wynik    | Pozycja  | Wynik  | Pozycja |
| ---------------------- | ------------ | ---------- | ---------- | -------- | -------- | ------ | ------- |
| Benjamin Savšek        | C-1 mężczyzn | 94,36      | 4. (Q)     | 98,70    | 4. (Q)   | 99,36  | 6.      |
| Luka Božič Sašo Taljat | C-2 mężczyzn | 105,21     | 6. (Q)     | 111,14   | 7. (Q)   | 107,73 | 7.      |
| Peter Kauzer           | K-1 mężczyzn | 91,11      | 12. (Q)    | 91,01    | 4. (Q)   | 88,70  |         |
|                        |              |            |            |          |          |        |         |
| Urša Kragelj           | K-1 kobiet   | 102,79     | 7. (Q)     | 108,37   | 9. (Q)   | 108,68 | 9.      |

Kajakarstwo klasyczne
| Zawodnik          | Konkurencja      | Eliminacje | Eliminacje | Półfinał | Półfinał | Finał  | Finał   |
| Zawodnik          | Konkurencja      | Czas       | Pozycja    | Czas     | Pozycja  | Czas   | Pozycja |
| ----------------- | ---------------- | ---------- | ---------- | -------- | -------- | ------ | ------- |
| Špela Ponomarenko | K-1 200 m kobiet | 40,387     | 2. (Q)     | 40,797   | 3. (Q)   | 40,769 | 4.      |

### Kolarstwo
Kolarstwo górskie
| Zawodnik     | Konkurencja          | Czas    | Pozycja |
| ------------ | -------------------- | ------- | ------- |
| Tanja Žakelj | Cross-country kobiet | 1:35:17 | 13.     |

Kolarstwo szosowe
| Zawodnik        | Konkurencja                         | Czas       | Pozycja |
| --------------- | ----------------------------------- | ---------- | ------- |
| Jan Polanc      | Wyścig ze startu wspólnego mężczyzn | 6:30:05    | 52.     |
| Simon Špilak    | Wyścig ze startu wspólnego mężczyzn | 6:30:05    | 57.     |
| Matej Mohorič   | Wyścig ze startu wspólnego mężczyzn | DNF        | DNF     |
| Primož Roglič   | Wyścig ze startu wspólnego mężczyzn | 6:19:43    | 26.     |
| Primož Roglič   | Jazda indywidualna na czas mężczyzn | 1:14:55,16 | 10.     |
|                 |                                     |            |         |
| Polona Batagelj | Wyścig ze startu wspólnego kobiet   | 3:58:03    | 32.     |

### Lekkoatletyka
| Zawodnik         | Konkurencja            | Eliminacje | Eliminacje | Półfinał                | Półfinał                | Finał                   | Finał                   |
| Zawodnik         | Konkurencja            | Wynik      | Pozycja    | Wynik                   | Pozycja                 | Wynik                   | Pozycja                 |
| ---------------- | ---------------------- | ---------- | ---------- | ----------------------- | ----------------------- | ----------------------- | ----------------------- |
| Luka Janežič     | Bieg na 400 m mężczyzn | 45,33      | 2. (Q)     | 45,07                   | 4.                      | Nie zakwalifikował się  | Nie zakwalifikował się  |
| Žan Rudolf       | Bieg na 800 m mężczyzn | 1:46,93    | 5.         | Nie zakwalifikował się  | Nie zakwalifikował się  | Nie zakwalifikował się  | Nie zakwalifikował się  |
| Anton Kosmač     | Maraton mężczyzn       | –          | –          | –                       | –                       | 2:29:48                 | 117.                    |
| Robert Renner    | Skok o tyczce mężczyzn | 5,45       | 22.        | –                       | –                       | Nie zakwalifikował się  | Nie zakwalifikował się  |
|                  |                        |            |            |                         |                         |                         |                         |
| Maja Mihalinec   | Bieg na 200 m kobiet   | 23,38      | 6.         | Nie zakwalifikowała się | Nie zakwalifikowała się | Nie zakwalifikowała się | Nie zakwalifikowała się |
| Sabina Veit      | Bieg na 200 m kobiet   | 23,75      | 7.         | Nie zakwalifikowała się | Nie zakwalifikowała się | Nie zakwalifikowała się | Nie zakwalifikowała się |
| Daneja Grandovec | Maraton kobiet         | –          | –          | –                       | –                       | DNF                     | DNF                     |
| Maruša Černjul   | Skok wzwyż kobiet      | 1,92       | 21.        | –                       | –                       | Nie zakwalifikowała się | Nie zakwalifikowała się |
| Tina Šutej       | Skok o tyczce kobiet   | 4,55       | 8. (q)     | –                       | –                       | 4,50                    | 11.                     |
| Martina Ratej    | Rzut oszczepem kobiet  | 59,76      | 18.        | –                       | –                       | Nie zakwalifikowała się | Nie zakwalifikowała się |

### Piłka ręczna
| Reprezentacja | Konkurencja      | Faza frupowa  | Faza frupowa     | Faza frupowa    | Faza frupowa   | Faza frupowa   | Faza frupowa | Ćwierćfinał   | Półfinał                | Finał                   | Pozycja końcowa |
| Reprezentacja | Konkurencja      | Przeciwnicy   | Przeciwnicy      | Przeciwnicy     | Przeciwnicy    | Przeciwnicy    | Pozycja      | Ćwierćfinał   | Półfinał                | Finał                   | Pozycja końcowa |
| ------------- | ---------------- | ------------- | ---------------- | --------------- | -------------- | -------------- | ------------ | ------------- | ----------------------- | ----------------------- | --------------- |
| Słowenia      | Turniej mężczyzn | Egipt W 27–26 | Brazylia W 31–28 | Szwecja W 29–25 | Niemcy P 25–28 | Polska W 25–20 | 2. (Q)       | Dania P 30–37 | Nie zakwalifikowali się | Nie zakwalifikowali się | 6.              |

| Numer   | Zawodnik         | Klub                         |
| ------- | ---------------- | ---------------------------- |
| 1       | Matevž Skok      | RK Zagrzeb                   |
| 3       | Blaž Blagotinšek | Veszprém KSE                 |
| 5       | Nik Henigman     | RD Ribnica                   |
| 7       | Vid Kavtičnik    | Montpellier Handball         |
| 8       | Blaž Janc        | RK Celje                     |
| 11      | Jure Dolenec     | Montpellier Handball         |
| 12      | Gorazd Škof      | Paris Saint-Germain Handball |
| 13      | Darko Cingesar   | RK Zagrzeb                   |
| 15      | Vid Poteko       | RK Celje                     |
| 18      | David Miklavčič  | RK Zagrzeb                   |
| 22      | Matej Gaber      | Pick Szeged                  |
| 23      | Uroš Zorman      | Vive Kielce                  |
| 25      | Marko Bezjak     | SC Magdeburg                 |
| 31      | Simon Razgor     | Mieszkow Brześć              |
| 32      | Miha Zarabec     | RK Celje                     |
| 44      | Dean Bombač      | Vive Kielce                  |
| 90      | Urban Lesjak     | RK Celje                     |
| Trener: | Veselin Vujović  | Veselin Vujović              |

### Pływanie
| Zawodnik                                        | Konkurencja                      | Eliminacje | Eliminacje | Półfinał                | Półfinał                | Finał                   | Finał                   |
| Zawodnik                                        | Konkurencja                      | Czas       | Pozycja    | Czas                    | Pozycja                 | Czas                    | Pozycja                 |
| ----------------------------------------------- | -------------------------------- | ---------- | ---------- | ----------------------- | ----------------------- | ----------------------- | ----------------------- |
| Martin Bau                                      | 1500 m stylem dowolnym mężczyzn  | 15:29,95   | 36.        | –                       | –                       | Nie zakwalifikował się  | Nie zakwalifikował się  |
| Damir Dugonjič                                  | 100 m stylem klasycznym mężczyzn | 1:00,41    | 21.        | Nie zakwalifikował się  | Nie zakwalifikował się  | Nie zakwalifikował się  | Nie zakwalifikował się  |
| Anže Tavčar                                     | 100 m stylem dowolnym mężczyzn   | 49,38      | 36.        | Nie zakwalifikował się  | Nie zakwalifikował się  | Nie zakwalifikował się  | Nie zakwalifikował się  |
| Anže Tavčar                                     | 200 m stylem dowolnym mężczyzn   | 1:49,96    | 39.        | Nie zakwalifikował się  | Nie zakwalifikował się  | Nie zakwalifikował się  | Nie zakwalifikował się  |
| Robert Žbogar                                   | 200 m stylem motylkowym mężczyzn | 1:57,05    | 22.        | Nie zakwalifikował się  | Nie zakwalifikował się  | Nie zakwalifikował się  | Nie zakwalifikował się  |
|                                                 |                                  |            |            |                         |                         |                         |                         |
| Anja Klinar                                     | 400 m stylem dowolnym kobiet     | 4:09,07    | 18.        | –                       | –                       | Nie zakwalifikowała się | Nie zakwalifikowała się |
| Anja Klinar                                     | 800 m stylem dowolnym kobiet     | DNS        | DNS        | –                       | –                       | Nie zakwalifikowała się | Nie zakwalifikowała się |
| Anja Klinar                                     | 200 m stylem motylkowym kobiet   | 2:08,43    | 14. (Q)    | 2:09,44                 | 15.                     | Nie zakwalifikowała się | Nie zakwalifikowała się |
| Tjaša Oder                                      | 800 m stylem dowolnym kobiet     | 8:33,14    | 13.        | –                       | –                       | Nie zakwalifikowała się | Nie zakwalifikowała się |
| Špela Perš                                      | 10 km na otwartym akwenie kobiet | –          | –          | –                       | –                       | 1:58:59,6               | 16.                     |
| Tjaša Vozel                                     | 100 m stylem klasycznym kobiet   | 1:11,15    | 35.        | Nie zakwalifikowała się | Nie zakwalifikowała się | Nie zakwalifikowała się | Nie zakwalifikowała się |
| Anja Klinar Tjaša Oder Tjaša Pintar Janja Šegel | 4 × 200 m stylem dowolnym kobiet | 8:02,22    | 15.        | –                       | –                       | Nie zakwalifikowały się | Nie zakwalifikowały się |

### Strzelectwo
| Zawodnik      | Konkurencja                                            | Eliminacje | Eliminacje | Półfinał               | Półfinał               | Finał                   | Finał                   |
| Zawodnik      | Konkurencja                                            | Wynik      | Pozycja    | Wynik                  | Pozycja                | Wynik                   | Pozycja                 |
| ------------- | ------------------------------------------------------ | ---------- | ---------- | ---------------------- | ---------------------- | ----------------------- | ----------------------- |
| Boštjan Maček | Trap mężczyzn                                          | 113        | 22.        | Nie zakwalifikował się | Nie zakwalifikował się | Nie zakwalifikował się  | Nie zakwalifikował się  |
|               |                                                        |            |            |                        |                        |                         |                         |
| Živa Dvoršak  | Karabin pneumatyczny z 10 m kobiet                     | 414,7      | 17.        | –                      | –                      | Nie zakwalifikowała się | Nie zakwalifikowała się |
| Živa Dvoršak  | Karabin małokalibrowy w trzech pozycjach z 50 m kobiet | 572        | 32.        | –                      | –                      | Nie zakwalifikowała się | Nie zakwalifikowała się |

### Tenis stołowy
| Zawodnik    | Konkurencja     | 1/64 finału   | 1/32 finału | 1/16 finału    | 1/8 finału      | Ćwierćfinał            | Półfinał               | Finał                  |
| ----------- | --------------- | ------------- | ----------- | -------------- | --------------- | ---------------------- | ---------------------- | ---------------------- |
| Bojan Tokić | Singel mężczyzn | Alamian W 4–2 | Wang W 4–2  | Apolónia W 4–1 | Ovtcharov P 1–4 | Nie zakwalifikował się | Nie zakwalifikował się | Nie zakwalifikował się |

### Tenis ziemny
| Zawodnik      | Konkurencja   | 1/32 finału | 1/16 finału             | 1/8 finału              | Ćwierćfinał             | Półfinał                | Finał                   |
| ------------- | ------------- | ----------- | ----------------------- | ----------------------- | ----------------------- | ----------------------- | ----------------------- |
| Polona Hercog | Singel kobiet | Puig P 0–2  | Nie zakwalifikowała się | Nie zakwalifikowała się | Nie zakwalifikowała się | Nie zakwalifikowała się | Nie zakwalifikowała się |

### Triathlon
| Zawodnik     | Konkurencja | Czas    | Pozycja |
| ------------ | ----------- | ------- | ------- |
| Mateja Šimic | Kobiety     | 2:02:28 | 31.     |

### Żeglarstwo
| Zawodnik                   | Konkurencja   | Wyścig | Wyścig | Wyścig | Wyścig | Wyścig | Wyścig | Wyścig | Wyścig | Wyścig | Wyścig | Wyścig | Punkty | Pozycja |
| Zawodnik                   | Konkurencja   | 1      | 2      | 3      | 4      | 5      | 6      | 7      | 8      | 9      | 10     | M      | Punkty | Pozycja |
| -------------------------- | ------------- | ------ | ------ | ------ | ------ | ------ | ------ | ------ | ------ | ------ | ------ | ------ | ------ | ------- |
| Vasilij Žbogar             | Finn mężczyzn | 3      | 2      | 7      | 10     | 15     | 9      | 5      | 4      | 9      | 8      | 12     | 68     |         |
|                            |               |        |        |        |        |        |        |        |        |        |        |        |        |         |
| Veronika Macarol Tina Mrak | 470 kobiet    | 2      | 6      | 5      | 4      | 21     | 12     | 4      | 21     | 5      | 6      | 2      | 67     | 6.      |